# Kazimierz Piłat
Kazimierz Piłat (ur. 12 października 1935 w Sadłowie, zm. 28 listopada 2007) – polski nauczyciel, polityk, poseł na Sejm PRL IX kadencji, kurator oświaty.

## Życiorys
Po ukończeniu w 1958 Wyższej Szkoły Pedagogicznej w Gdańsku (gdzie uzyskał tytuł zawodowy magistra filologii polskiej) podjął pracę nauczyciela języka polskiego w Technikum Przemysłu Drzewnego w Gdańsku-Wrzeszczu. W 1966 został prezesem Zarządu Oddziału Miejskiego Związku Nauczycielstwa Polskiego w Gdańsku. W 1969 wybrany na prezesa Zarządu Okręgu ZNP w Gdańsku (do końca 1973). W 1974 przeszedł do pracy w nadzorze szkolnym i został wicekuratorem w Kuratorium Oświaty i Wychowania w Gdańsku. W 1978 został dyrektorem Zespołu Szkół Zawodowych Gdańskiej Stoczni Remontowej. W 1980 został wiceprezesem, a następnie prezesem Zarządu Głównego ZNP. W 1981 został Zarządcą Komisarycznym Majątku ZNP w Warszawie. W latach 1983–1990 był prezesem reaktywowanego Związku Nauczycielstwa Polskiego.
W 1962 wstąpił do Polskiej Zjednoczonej Partii Robotniczej. Zasiadał w egzekutywie jej Komitetu Międzyszkolnego w Gdańsku oraz w Komisji Oświaty i Nauki Komitetu Wojewódzkiego. W latach 1985–1989 pełnił mandat posła na Sejm PRL IX kadencji z okręgu Kalisz, zasiadając w Komisji Edukacji Narodowej i Młodzieży oraz w Komisji Nadzwyczajnej do rozpatrzenia projektu ustawy Prawo o stowarzyszeniach oraz projektów ustaw dotyczących związków zawodowych. Był także członkiem Zespołu Posłów Związkowych.
Zasiadał w prezydium Krajowej Rady Towarzystwa Przyjaźni Polsko-Radzieckiej, w Narodowej Radzie Kultury, w Krajowym Komitecie Dziecka, w Radzie Naczelnej Towarzystwa Łączności z Polonią Zagraniczną „Polonia” oraz Prezydium Kolegium Ministra Oświaty i Wychowania. Był członkiem Światowej Federacji Związków Nauczycielskich oraz wiceprezesem Zarządu Wojewódzkiego Ligi Obrony Kraju.
Pochowany na Cmentarzu Bródnowskim w Warszawie.

## Odznaczenia
- Krzyż Kawalerski Orderu Odrodzenia Polski
- Złoty Krzyż Zasługi
- Srebrny Krzyż Zasługi
- Brązowy Krzyż Zasługi
- Medal Komisji Edukacji Narodowej
- Medal 30-lecia Polski Ludowej
- Medal 40-lecia Polski Ludowej (1984)[2]
- Srebrny Medal „Za zasługi dla obronności kraju”
- Brązowy Medal „Za zasługi dla obronności kraju”